# Przywódcy państw i terytoriów zależnych w 2014
`Przywódcy państw i terytoriów zależnych w 2014 – lista przywódców państw i terytoriów zależnych w roku 2014.

## Afryka
- Algieria
  - Prezydent – Abdelaziz Buteflika, Prezydenci Algierii (1999–2019)
  - Premier –
    1. Abd al-Malik Sallal, Premierzy Algierii (2012–2014)
    2. Jusuf al-Jusufi, Premierzy Algierii (2014)
    3. Abd al-Malik Sallal, Premierzy Algierii (2014–2017)

- Angola
  - Prezydent – José Eduardo dos Santos, Prezydenci Angoli (1979–2017)

- Benin
  - Prezydent – Yayi Boni, Prezydenci Beninu (2006–2016)

- Botswana
  - Prezydent – Seretse Ian Khama, Prezydenci Botswany (2008–2018)

- Brytyjskie Terytorium Oceanu Indyjskiego (terytorium zamorskie Wielkiej Brytanii)
  - Komisarz – Peter Hayes, Komisarze Brytyjskiego Terytorium Oceanu Indyjskiego (2012–2016)
  - Administrator – Tom Moody, Administratorzy Brytyjskiego Terytorium Oceanu Indyjskiego (2013–2016)

- Burkina Faso
  - Prezydent –
    1. Blaise Compaoré, Prezydenci Burkina Faso (1987–2014)
    2. Honoré Traoré, P.o. prezydenta Burkina Faso (2014)
    3. Isaac Zida, P.o. prezydenta Burkina Faso (2014)
    4. Michel Kafando, Tymczasowy prezydent Burkina Faso (2014–2015)

  - Premier –
    1. Luc-Adolphe Tiao, Premierzy Burkina Faso (2011–2014)
    2. Isaac Zida, Premierzy Burkina Faso (2014–2015)

- Burundi
  - Prezydent – Pierre Nkurunziza, Prezydenci Burundi (2005–2020)

- Czad
  - Prezydent – Idriss Déby, Prezydenci Czadu (1990–2021)
  - Premier – Kalzeubet Pahimi Deubet, Premierzy Czadu (2013–2016)

- Demokratyczna Republika Konga
  - Prezydent – Joseph Kabila, Prezydenci Demokratycznej Republiki Konga (2001–2019)
  - Premier – Augustin Matata Ponyo, Premierzy Demokratycznej Republiki Konga (2012–2016)

- Dżibuti
  - Prezydent – Ismail Omar Guelleh, Prezydenci Dżibuti (od 1999)
  - Premier – Abdoulkader Kamil Mohamed, Premierzy Dżibuti (od 2013)

- Egipt
  - Prezydent –
    1. Adli Mahmud Mansur, P.o. prezydenta Egiptu (2013–2014)
    2. Abd al-Fattah as-Sisi, Prezydenci Egiptu (od 2014)

  - Premier –
    1. Hazim al-Biblawi, Premierzy Egiptu (2013–2014)
    2. Ibrahim Mahlab, Premierzy Egiptu (2014–2015)

- Erytrea
  - Prezydent – Isajas Afewerki, Prezydenci Erytrei (od 1993)

- Etiopia
  - Prezydent – Mulatu Teshome, Prezydenci Etiopii (2013–2018)
  - Premier – Hajle Marjam Desalegne, Premierzy Etiopii (2012–2018)

- Gabon
  - Prezydent – Ali Bongo Ondimba, Prezydenci Gabonu (2009–2023)
  - Premier –
    1. Raymond Ndong Sima, Premierzy Gabonu (2012–2014)
    2. Daniel Ona Ondo, Premierzy Gabonu (2014–2016)

- Gambia
  - Prezydent – Yahya Jammeh, Prezydenci Gambii (1994–2017)

- Ghana
  - Prezydent – John Dramani Mahama, Prezydenci Ghany (2012–2017)

- Gwinea
  - Prezydent – Alpha Condé, Prezydenci Gwinei (2010–2021)
  - Premier – Mohamed Saïd Fofana, Premierzy Gwinei (2010–2015)

- Gwinea Bissau
  - Prezydent –
    1. Manuel Serifo Nhamadjo, P.o. prezydenta Gwinei Bissau (2012–2014)
    2. José Mário Vaz, Prezydenci Gwinei Bissau (2014–2020)

  - Premier –
    1. Rui Duarte de Barros, P.o. premiera Gwinei Bissau (2012–2014)
    2. Domingos Simoes Pereira, Premierzy Gwinei Bissau (2014–2015)

- Gwinea Równikowa
  - Prezydent – Teodoro Obiang Nguema Mbasogo, Prezydenci Gwinei Równikowej (od 1979)
  - Premier – Vicente Ehate Tomi, Premierzy Gwinei Równikowej (2012–2016)

- Kamerun
  - Prezydent – Paul Biya, Prezydenci Kamerunu (od 1982)
  - Premier – Philémon Yang, Premierzy Kamerunu (2009–2019)

- Kenia
  - Prezydent – Uhuru Kenyatta, Prezydenci Kenii (2013–2022)

- Komory
  - Prezydent – Ikililou Dhoinine, Prezydenci Komorów (2011–2016)

- Kongo
  - Prezydent – Denis Sassou-Nguesso, Prezydenci Konga (od 1997)

- Lesotho
  - Król – Letsie III, Królowie Lesotho (od 1996)
  - Premier – Tom Thabane, Premierzy Lesotho (2012–2015)

- Liberia
  - Prezydent – Ellen Johnson-Sirleaf, Prezydenci Liberii (2006–2018)

- Libia
  - Głowa państwa –
    1. Nuri Abu Sahmajn, Przewodniczący Powszechnego Kongresu Narodowego (2013–2014 i ponownie w l. 2014–2016)
    2. Akila Salih Isa, Przewodniczący Izby Reprezentantów (od 2014)

  - Premier –
    - Rząd uznawany przez społeczność międzynarodową (do 2016 r.):
      1. Ali Zajdan, Premierzy Libii (2012–2014)
      2. Abd Allah as-Sani, Premierzy Libii (od 2014)

    - Opozycyjny rząd w Trypolisie:
      - Umar al-Hasi, Premier Rządu Powszechnego Kongresu Narodowego (2014–2015)

- Madagaskar
  - Prezydent –
    1. Andry Rajoelina, Prezydent Wysokiej Władzy Przejściowej (2009–2014)
    2. Hery Rajaonarimampianina, Prezydenci Madagaskaru (2014–2018)

  - Premier –
    1. Omer Beriziky, Premierzy Madagaskaru (2011–2014)
    2. Roger Kolo, Premierzy Madagaskaru (2014–2015)

- Majotta (departament zamorski Francji)
  - Prefekt –
    1. Jacques Witkowski, Prefekci Majotty (2013–2014)
    2. Bruno André, P.o. prefekta Majotty (2014)
    3. Seymour Morsy, Prefekci Majotty (2014–2016)

  - Przewodniczący Rady Generalnej – Daniel Zaïdani, Przewodniczący Rady Generalnej Majotty (2011–2015)

- Malawi
  - Prezydent –
    1. Joyce Banda, Prezydenci Malawi (2012–2014)
    2. Peter Mutharika, Prezydenci Malawi (2014–2020)

- Mali
  - Prezydent – Ibrahim Boubacar Keïta, Prezydenci Mali (2013–2020)
  - Premier –
    1. Oumar Tatam Ly, Premierzy Mali (2013–2014)
    2. Moussa Mara, Premierzy Mali (2014–2015)

- Maroko
  - Król – Muhammad VI, Królowie Maroka (od 1999)
  - Premier – Abdelilah Benkirane, Premierzy Maroka (2011–2017)

- -  Sahara Zachodnia (państwo nieuznawane)
    - Prezydent – Muhammad Abd al-Aziz, Prezydenci Sahary Zachodniej (1976–2016)
    - Premier – Abd al-Kadir Talib Umar, Premierzy Sahary Zachodniej (2003–2018)

- Mauretania
  - Prezydent – Muhammad uld Abd al-Aziz, Prezydenci Mauretanii (2009–2019)
  - Premier –
    1. Maulaj uld Muhammad al-Aghzaf, Premierzy Mauretanii (2008–2014)
    2. Jahja wuld Haddamin, Premierzy Mauretanii (2014–2018)

- Mauritius
  - Prezydent – Rajkeswur Purryag, Prezydenci Mauritiusa (2012–2015)
  - Premier –
    1. Navin Ramgoolam, Premierzy Mauritiusa (2005–2014)
    2. Anerood Jugnauth, Premierzy Mauritiusa (2014–2017)

- Mozambik
  - Prezydent – Armando Guebuza, Prezydenci Mozambiku (2005–2015)
  - Premier – Alberto Vaquina, Premierzy Mozambiku (2012–2015)

- Namibia
  - Prezydent – Hifikepunye Pohamba, Prezydenci Namibii (2005–2015)
  - Premier – Hage Geingob, Premierzy Namibii (2012–2015)

- Niger
  - Prezydent – Mahamadou Issoufou, Prezydenci Nigru (2011–2021)
  - Premier – Brigi Rafini, Premierzy Nigru (od 2011)

- Nigeria
  - Prezydent – Goodluck Jonathan, Prezydenci Nigerii (2010–2015)

- Południowa Afryka
  - Prezydent – Jacob Zuma, Prezydenci Południowej Afryki (2009–2018)

- Republika Środkowoafrykańska
  - Prezydent –
    1. Michel Djotodia, Prezydenci Republiki Środkowoafrykańskiej (2013–2014)
    2. Alexandre-Ferdinand Nguendet, P.o. prezydenta Republiki Środkowoafrykańskiej (2014)
    3. Catherine Samba-Panza, P.o. prezydenta Republiki Środkowoafrykańskiej (2014–2016)

  - Premier –
    1. Nicolas Tiangaye, Premierzy Republiki Środkowoafrykańskiej (2013–2014)
    2. André Nzapayeké, Premierzy Republiki Środkowoafrykańskiej (2014)
    3. Mahamat Kamoun, Premierzy Republiki Środkowoafrykańskiej (2014–2016)

- Republika Zielonego Przylądka
  - Prezydent – Jorge Carlos Fonseca, Prezydenci Republiki Zielonego Przylądka (2011–2021)
  - Premier – José Maria Neves, Premierzy Republiki Zielonego Przylądka (2001–2016)

- Reunion (departament zamorski Francji)
  - Prefekt –
    1. Jean-Luc Marx, Prefekci Reunionu (2012–2014)
    2. Dominique Sorain, Prefekci Reunionu (2014–2017)

  - Przewodniczący Rady Generalnej – Nassimah Dindar, Przewodniczący Rady Generalnej Reunionu (2004–2015)
  - Przewodniczący Rady Regionalnej – Didier Robert, Przewodniczący Rady Regionalnej Reunionu (od 2010)

- Rwanda
  - Prezydent – Paul Kagame, Prezydenci Rwandy (od 2000)
  - Premier –
    1. Pierre Damien Habumuremyi, Premierzy Rwandy (2011–2014)
    2. Anastase Murekezi, Premierzy Rwandy (2014–2017)

- Senegal
  - Prezydent – Macky Sall, Prezydenci Senegalu (2012–2024)
  - Premier –
    1. Aminata Touré, Premierzy Senegalu (2013–2014)
    2. Mohamed Dionne, Premierzy Senegalu (2014–2019)

- Seszele
  - Prezydent – James Michel, Prezydenci Seszeli (2004–2016)

- Sierra Leone
  - Prezydent – Ernest Bai Koroma, Prezydenci Sierra Leone (2007–2018)

- Somalia
  - Prezydent – Hassan Sheikh Mohamud, Prezydenci Somalii (2012–2017)
  - Premier –
    1. Cabdiwali Sheekh Axmed, Premierzy Somalii (2013–2014)
    2. Omar Abdirashid Ali Sharmarke, Premierzy Somalii (2014–2017)

  -  Somaliland (państwo nieuznawane)
    - Prezydent – Ahmed M. Mahamoud Silanyo, Prezydenci Somalilandu (2010–2017)

  -  Puntland (autonomiczna republika w ramach Somalii)
    - Prezydent –
      1. Abdirahman Mohamud Farole, Prezydenci Puntlandu (2009–2014)
      2. Abdiweli Mohamed Ali, Prezydenci Puntlandu (2014–2019)

  -  Galmudug (autonomiczna republika w ramach Somalii)
    - Prezydent – Abdi Hasan Awale Qeybdiid, Prezydenci Galmudugu (2012–2015)

- Suazi
  - Król – Mswati III, Królowie Suazi (od 1986)
  - Premier – Barnabas Sibusiso Dlamini, Premierzy Suazi (od 2008)

- Sudan
  - Prezydent – Umar al-Baszir, Prezydenci Sudanu (1989–2019)

- Sudan Południowy
  - Prezydent – Salva Kiir Mayardit, Prezydenci Sudanu Południowego (od 2005)

- Tanzania
  - Prezydent – Jakaya Kikwete, Prezydenci Tanzanii (2005–2015)
  - Premier – Mizengo Pinda, Premierzy Tanzanii (2008–2015)

- Togo
  - Prezydent – Faure Gnassingbé, Prezydenci Togo (od 2005)
  - Premier – Kwesi Ahoomey-Zunu, Premierzy Togo (2012–2015)

- Tunezja
  - Prezydent –
    1. Moncef Marzouki, prezydenci Tunezji (2011–2014)
    2. Al-Badżi Ka’id as-Sibsi, prezydenci Tunezji (2014–2019)

  - Premier –
    1. Ali al-Urajjid, Premierzy Tunezji (2013–2014)
    2. Mahdi Dżuma, Premierzy Tunezji (2014–2015)

- Uganda
  - Prezydent – Yoweri Museveni, Prezydenci Ugandy (od 1986)
  - Premier –
    1. Amama Mbabazi, Premierzy Ugandy (2011–2014)
    2. Ruhakana Rugunda, Premierzy Ugandy (od 2014)

- Wybrzeże Kości Słoniowej
  - Prezydent – Alassane Ouattara, Prezydenci Wybrzeża Kości Słoniowej (od 2010)
  - Premier – Daniel Kablan Duncan, Premierzy Wybrzeża Kości Słoniowej (2012–2017)

- Wyspa Świętej Heleny, Wyspa Wniebowstąpienia i Tristan da Cunha (terytorium zamorskie Wielkiej Brytanii)
  - Gubernator – Mark Andrew Capes, Gubernatorzy Wyspy Świętej Heleny, Wyspy Wniebowstąpienia i Tristan da Cunha (2011–2016)

- Wyspy Świętego Tomasza i Książęca
  - Prezydent – Manuel Pinto da Costa, Prezydenci Wysp Świętego Tomasza i Książęcej (2011–2016)
  - Premier –
    1. Gabriel Costa, Premierzy Wysp Świętego Tomasza i Książęcej (2012–2014)
    2. Patrice Trovoada, Premierzy Wysp Świętego Tomasza i Książęcej (od 2014)

- Zambia
  - Prezydent –
    1. Michael Sata, Prezydenci Zambii (2011–2014)
    2. Guy Scott, P.o. prezydenta Zambii (2014–2015)

- Zimbabwe
  - Prezydent – Robert Mugabe, Prezydenci Zimbabwe (1987–2017)

## Azja
- Afganistan
  - Prezydent –
    1. Hamid Karzaj, Prezydenci Afganistanu (2001–2014)
    2. Aszraf Ghani, Prezydenci Afganistanu (2014–2021)

  - Szef rządu – Abdullah Abdullah, Szefowie rządu Afganistanu (2014–2020) od 29 września

- Akrotiri (brytyjska suwerenna baza wojskowa w południowej części Cypru)
  - Administrator – Richard Cripwell, Administratorzy Akrotiri i Dhekelii (2013–2015)

- Arabia Saudyjska
  - Król – Abd Allah ibn Abd al-Aziz Al Su’ud, Królowie Arabii Saudyjskiej (2005–2015)

- Armenia
  - Prezydent – Serż Sarkisjan, Prezydenci Armenii (2008–2018)
  - Premier –
    1. Tigran Sarkisjan, Premierzy Armenii (2008–2014)
    2. Howik Abrahamian, Premierzy Armenii (2014–2016)

- Azerbejdżan
  - Prezydent – İlham Əliyev, Prezydenci Azerbejdżanu (od 2003)
  - Premier – Artur Rasizadə, Premierzy Azerbejdżanu (2003–2018)
  -  Górski Karabach (państwo nieuznawane)
    - Prezydent – Bako Sahakian, Prezydenci Górskiego Karabachu (od 2007)
    - Premier – Arajik Harutiunian, Premierzy Górskiego Karabachu (od 2007)

- Bahrajn
  - Król – Hamad ibn Isa Al Chalifa, Królowie Bahrajnu (od 1999)
  - Premier – Chalifa ibn Salman Al Chalifa, premier Bahrajnu (1971–2020)

- Bangladesz
  - Prezydent – Abdul Hamid, Prezydenci Bangladeszu (2013–2023)
  - Premier – Sheikh Hasina Wajed, Premierzy Bangladeszu (2009–2024)

- Bhutan
  - Król – Jigme Khesar Namgyel Wangchuck, Królowie Bhutanu (od 2006)
  - Premier – Tshering Tobgay, Premierzy Bhutanu (2013–2018)

- Brunei
  - Sułtan – Hassanal Bolkiah, Sułtani Brunei (od 1967)

- Chiny
  - Sekretarz generalny KPCh – Xi Jinping, Sekretarze Generalni Komunistycznej Partii Chin (od 2012)
  - Przewodniczący ChRL – Xi Jinping, Przewodniczący Chińskiej Republiki Ludowej (od 2013)
  - Premier – Li Keqiang, Premierzy Chińskiej Republiki Ludowej (2013–2023)
  - Przewodniczący CKW KC KPCh – Xi Jinping, Przew. Centralnej Komisji Wojskowej Komitetu Centralnego KPCh (od 2012)

- Cypr
  - Prezydent – Nikos Anastasiadis, Prezydenci Cypru (2013–2023)
  -  Cypr Północny (państwo nieuznawane)
    - Prezydent – Derviş Eroğlu, Prezydenci Cypru Północnego (2010–2015)
    - Premier – Özkan Yorgancıoğlu, Premierzy Cypru Północnego (2013–2015)

- Dhekelia (brytyjska suwerenna baza wojskowa w południowo-wschodniej części Cypru)
  - Administrator – Richard Cripwell, Administratorzy Akrotiri i Dhekelii (2013–2015)

- Filipiny
  - Prezydent – Benigno Aquino, Prezydenci Filipin (2010–2016)

- Gruzja
  - Prezydent – Giorgi Margwelaszwili, Prezydenci Gruzji (2013–2018)
  - Premier – Irakli Garibaszwili, Premierzy Gruzji (2013–2015)
  -  Abchazja (państwo nieuznawane)
    - Prezydent –

    1. Aleksandr Ankwab, Prezydenci Abchazji (2011–2014)
    2. Walerij Bganba, P.o. prezydenta Abchazji (2014)
    3. Raul Chadżymba, Prezydenci Abchazji (od 2014)

    - Premier –

    1. Leonid Łakierbaja, Premierzy Abchazji (2011–2014)
    2. Władimir Diełba, P.o. premiera Abchazji (2014)
    3. Biesłan Butba, Premierzy Abchazji (2014–2015)

  -  Osetia Południowa (państwo nieuznawane)
    - Prezydent – Leonid Tibiłow, Prezydenci Osetii Południowej (2012–2017)
    - Premier –
      1. Rostisław Chugajew, Premierzy Osetii Południowej (2012–2014)
      2. Domienti Kułumbiegow, Premierzy Osetii Południowej (od 2014)

- Indie
  - Prezydent – Pranab Mukherjee, Prezydenci Indii (2012–2017)
  - Premier –
    1. Manmohan Singh, Premierzy Indii (2004–2014)
    2. Narendra Modi, Premierzy Indii (od 2014)

- Indonezja
  - Prezydent –
    1. Susilo Bambang Yudhoyono, prezydenci Indonezji (2004–2014)
    2. Joko Widodo, prezydenci Indonezji (od 2014)

- Irak
  - Prezydent –
    1. Dżalal Talabani, Prezydenci Iraku (2005–2014)
    2. Muhammad Fu’ad Masum Haurami, Prezydenci Iraku (2014–2018)

  - Premier –
    1. Nuri al-Maliki, Premierzy Iraku (2006–2014)
    2. Hajdar Dżawad al-Abadi, Premierzy Iraku (2014–2018)

  -  Państwo Islamskie (państwo nieuznawane) od 29 czerwca, także w Syrii
    - Kalif – Abu Bakr al-Baghdadi, Kalifowie Państwa Islamskiego (2014–2019)

- Iran
  - Najwyższy przywódca – Ali Chamenei, Najwyżsi przywódcy Iranu (od 1989)
  - Prezydent – Hasan Rouhani, Prezydenci Iranu (2013–2021)

- Izrael
  - Prezydent –
    1. Szimon Peres, Prezydent Izraela (2007–2014)
    2. Re’uwen Riwlin, Prezydent Izraela (2014–2021)

  - Premier – Binjamin Netanjahu, Premierzy Izraela (2009–2021)
  -  Palestyna (państwo nieuznawane)
    - Prezydent – Mahmud Abbas, Prezydenci Autonomii Palestyńskiej (od 2005)
    - Premier – Rami Hamd Allah, Premierzy Autonomii Palestyńskiej (2013–2019)
    -  Strefa Gazy (rebelia przeciw Palestyńskim Władzom Narodowym, powrót pod ich zwierzchność 2 czerwca 2014)
      - Prezydent – Aziz ad-Duwajk, Prezydenci Autonomii Palestyńskiej (w Strefie Gazy) (2009–2014)
      - Premier – Isma’il Hanijja, Premierzy Autonomii Palestyńskiej (w Strefie Gazy) (2007–2014)

- Japonia
  - Cesarz – Akihito, Cesarze Japonii (1989–2019)
  - Premier – Shinzō Abe, Premierzy Japonii (2012–2020)

- Jemen
  - Prezydent – Abd Rabbuh Mansur Hadi, Prezydenci Jemenu (2012–2015)
  - Premier –
    1. Muhammad Basindawa, Premierzy Jemenu (2011–2014)
    2. Chalid Bahah, Premierzy Jemenu (2014–2015)

- Jordania
  - Król – Abdullah II, Królowie Jordanii (od 1999)
  - Premier – Abd Allah an-Nusur, Premierzy Jordanii (2012–2016)

- Kambodża
  - Król – Norodom Sihamoni, Królowie Kambodży (od 2004)
  - Premier – Hun Sen, Premierzy Kambodży (1985–2023)

- Katar
  - Emir – Tamim ibn Hamad Al Sani, Emirowie Kataru (od 2013)
  - Premier – Abd Allah ibn Nasir ibn Chalifa Al Sani, Premierzy Kataru (od 2013)

- Kazachstan
  - Prezydent – Nursułtan Nazarbajew, Prezydenci Kazachstanu (1990–2019)
  - Premier –
    1. Seryk Achmetow, Premierzy Kazachstanu (2012–2014)
    2. Karim Masimow, Premierzy Kazachstanu (2014–2016)

- Kirgistan
  - Prezydent – Ałmazbek Atambajew, Prezydenci Kirgistanu (2011–2017)
  - Premier –
    1. Dżantörö Satybałdijew, Premierzy Kirgistanu (2012–2014)
    2. Dżoomart Otorbajew, Premierzy Kirgistanu (2014–2015)

- Korea Południowa
  - Prezydent – Park Geun-hye, Prezydenci Korei Południowej (2013–2017)
  - Premier – Jung Hong-won, Premierzy Korei Południowej (2013–2015)

- Korea Północna
  - Szef partii komunistycznej – Kim Dzong Un, Pierwszy Sekretarz Partii Pracy Korei (od 2011)
  - Głowa państwa – Kim Yŏng Nam, Przewodniczący Prezydium Najwyższego Zgromadzenia Ludowego KRLD (1998–2019)
  - Premier – Pak Pong Ju, Premierzy Korei Północnej (2013–2019)

- Kuwejt
  - Emir – Sabah al-Ahmad al-Dżabir as-Sabah, Emirowie Kuwejtu (2006–2020)
  - Premier – Dżabir Mubarak al-Hamad as-Sabah, Premierzy Kuwejtu (2011–2019)

- Laos
  - Sekretarz Generalny KC LPL-R – Choummaly Sayasone, Sekretarze Generalni Komitetu Centralnego Laotańskiej Partii Ludowo-Rewolucyjnej (2006–2016)
  - Prezydent – Choummaly Sayasone, Prezydenci Laosu (2006–2016)
  - Premier – Thongsing Thammavong, Premierzy Laosu (2010–2016)

- Liban
  - Prezydent –
    1. Michel Sulaiman, Prezydenci Libanu (2008–2014)
    2. Tammam Salam, P.o. prezydenta Libanu (2014–2016)

  - Premier –
    1. Nadżib Mikati, Premierzy Libanu (2011–2014)
    2. Tammam Salam, Premierzy Libanu (2014–2016)

- Malediwy
  - Prezydent – Abdullah Jamin, Prezydenci Malediwów (2013–2018)

- Malezja
  - Monarcha – Tuanku Abdul Halim, Yang di-Pertuan Agong Malezji (2011–2016)
  - Premier – Najib Tun Razak, Premierzy Malezji (2009–2018)

- Mjanma
  - Prezydent – Thein Sein, Prezydenci Mjanmy (2011–2016)

- Mongolia
  - Prezydent – Cachiagijn Elbegdordż, Prezydenci Mongolii (2009–2017)
  - Premier –
    1. Norowyn Altanchujag, Premierzy Mongolii (2012–2014)
    2. Czimedijn Sajchanbileg, Premierzy Mongolii (2014–2016)

- Nepal
  - Prezydent – Ram Baran Yadav, Prezydenci Nepalu (2008–2015)
  - Premier –
    1. Khil Raj Regmi, Premierzy Nepalu (2013–2014)
    2. Sushil Koirala, Premierzy Nepalu (2014–2015)

- Oman
  - Sułtan – Kabus ibn Sa’id, Sułtani Omanu (1970–2020)

- Pakistan
  - Prezydent – Mamnun Husajn, Prezydenci Pakistanu (2013–2018)
  - Premier – Nawaz Sharif, Premierzy Pakistanu (2013–2017)

- Singapur
  - Prezydent – Tony Tan Keng Yam, Prezydenci Singapuru (2011–2017)
  - Premier – Lee Hsien Loong, Premierzy Singapuru (2004–2024)

- Sri Lanka
  - Prezydent – Mahinda Rajapaksa, Prezydenci Sri Lanki (2005–2015)
  - Premier – D.M. Jayaratne, Premierzy Sri Lanki (2010–2015)

- Syria
  - Prezydent – Baszszar al-Asad, Prezydenci Syrii (2000–2024)
  - Premier – Wa’il al-Halki, Premierzy Syrii (2012–2016)
    -  Syryjska Koalicja Narodowa na rzecz Opozycji i Sił Rewolucyjnych
      - Prezydent –
        1. Ahmad al-Dżarba, Przewodniczący Syryjskiej Koalicji Narodowej na rzecz Opozycji i Sił Rewolucyjnych (2013–2014)
        2. Hadi al-Bahra, Przewodniczący Syryjskiej Koalicji Narodowej na rzecz Opozycji i Sił Rewolucyjnych (2014–2015)

      - Premier – Ahmad Salih Tuma, Premierzy powstańczej Syryjskiej Koalicji Narodowej (2013–2016)

- Tadżykistan
  - Prezydent – Emomali Rahmon, Prezydenci Tadżykistanu (od 1992)
  - Premier – Kohir Rasulzoda, Premierzy Tadżykistanu (od 2013)

- Tajlandia
  - Król – Bhumibol Adulyadej, Królowie Tajlandii (1946–2016)
  - Premier –
    1. Yingluck Shinawatra, Premierzy Tajlandii (2011–2014)
    2. Niwatthamrong Boonsongpaisan, P.o. premiera Tajlandii (2014)
    3. Prayuth Chan-ocha, Premierzy Tajlandii (od 2014) szef Narodowej Rady Pokoju i Utrzymania Porządku

- Tajwan (państwo częściowo uznawane)
  - Prezydent – Ma Ying-jeou, Prezydenci Republiki Chińskiej (2008–2016)
  - Premier –
    1. Jiang Yi-huah, Premierzy Republiki Chińskiej (2013–2014)
    2. Mao Chi-kuo, Premierzy Republiki Chińskiej (2014–2016)

- Timor Wschodni
  - Prezydent – Taur Matan Ruak, Prezydenci Timoru Wschodniego (2012–2017)
  - Premier – Xanana Gusmão, Premierzy Timoru Wschodniego (2007–2015)

- Turcja
  - Prezydent –
    1. Abdullah Gül, prezydenci Turcji (2007–2014)
    2. Recep Tayyip Erdoğan, prezydenci Turcji (od 2014)

  - Premier –
    1. Recep Tayyip Erdoğan, Premierzy Turcji (2003–2014)
    2. Ahmet Davutoğlu, Premierzy Turcji (2014–2016)

- Turkmenistan
  - Prezydent – Gurbanguly Berdimuhamedow, Prezydenci Turkmenistanu (2006–2022)

- Uzbekistan
  - Prezydent – Islom Karimov, Prezydenci Uzbekistanu (1990–2016)
  - Premier – Shavkat Mirziyoyev, Premierzy Uzbekistanu (2003–2016)

- Wietnam
  - Sekretarz Generalny KC KPW – Nguyễn Phú Trọng, Sekretarze Generalni Komitetu Centralnego Komunistycznej Partii Wietnamu (od 2011)
  - Prezydent – Trương Tấn Sang, Prezydenci Wietnamu (2011–2016)
  - Premier – Nguyễn Tấn Dũng, Premierzy Wietnamu (2006–2016)

- Zjednoczone Emiraty Arabskie
  - Prezydent – Chalifa ibn Zajid Al Nahajjan, Prezydenci Zjednoczonych Emiratów Arabskich (2004–2022)
  - Premier – Muhammad ibn Raszid Al Maktum, Premierzy Zjednoczonych Emiratów Arabskich (od 2006)

## Europa
- Albania
  - Prezydent – Bujar Nishani, Prezydenci Albanii (2012–2017)
  - Premier – Edi Rama, Premierzy Albanii (od 2013)

- Andora
  - Monarchowie
    - Współksiążę francuski – François Hollande, Współksiążę francuski Andory (2012–2017)
      - Przedstawiciel – Sylvie Hubac (2012–2015)

    - Współksiążę episkopalny – Joan Enric Vives Sicília, Współksiążę episkopalny Andory (od 2003)
      - Przedstawiciel – Josep Maria Mauri (od 2012)

  - Premier – Antoni Martí, Premierzy Andory (2011–2015)

- Austria
  - Prezydent – Heinz Fischer, Prezydenci Austrii (2004–2016)
  - Kanclerz – Werner Faymann, Kanclerze Austrii (2008–2016)

- Belgia
  - Król – Filip I, Królowie Belgów (od 2013)
  - Premier –
    1. Elio Di Rupo, Premierzy Belgii (2011–2014)
    2. Charles Michel, Premierzy Belgii (2014–2019)

- Białoruś
  - Prezydent – Alaksandr Łukaszenka, Prezydenci Białorusi (od 1994)
  - Premier –
    1. Michaił Miasnikowicz, Premierzy Białorusi (2010–2014)
    2. Andriej Kobiakow, Premierzy Białorusi (2014–2018)

- Bośnia i Hercegowina
  - Głowa państwa – Prezydium Republiki Bośni i Hercegowiny
    - przedstawiciel Serbów –
      1. Nebojša Radmanović (2006–2014)
      2. Mladen Ivanić (2014–2018), Przewodniczący Prezydium Republiki Bośni i Hercegowiny (od 2014)

    - przedstawiciel Chorwatów –
      1. Željko Komšić (2006–2014), Przewodniczący Prezydium Republiki Bośni i Hercegowiny (2013–2014)
      2. Dragan Čović (2014–2018)

    - przedstawiciel Boszniaków – Bakir Izetbegović (2010–2018), Przewodniczący Prezydium Republiki Bośni i Hercegowiny (2014)

  - Premier – Vjekoslav Bevanda, Premierzy Bośni i Hercegowiny (2012–2015)
  - Wysoki Przedstawiciel – Valentin Inzko, Wysoki Przedstawiciel dla Bośni i Hercegowiny (od 2009)

- Bułgaria
  - Prezydent – Rosen Plewneliew, Prezydenci Bułgarii (2012–2017)
  - Premier –
    1. Płamen Oreszarski, Premierzy Bułgarii (2013–2014)
    2. Georgi Bliznaszki, P.o. premiera Bułgarii (2014)
    3. Bojko Borisow, Premierzy Bułgarii (2014–2017)

- Chorwacja
  - Prezydent – Ivo Josipović, Prezydenci Chorwacji (2010–2015)
  - Premier – Zoran Milanović, Premierzy Chorwacji (2011–2016)

- Czarnogóra
  - Prezydent – Filip Vujanović, Prezydenci Czarnogóry (2003–2018)
  - Premier – Milo Đukanović, Premierzy Czarnogóry (2012–2016)

- Czechy
  - Prezydent – Miloš Zeman, Prezydenci Czech (2013–2023)
  - Premier –
    1. Jiří Rusnok, Premierzy Czech (2013–2014)
    2. Bohuslav Sobotka, Premierzy Czech (2014–2017)

- Dania
  - Król – Małgorzata II, Królowie Danii (1972–2024)
  - Premier – Helle Thorning-Schmidt, Premierzy Danii (2011–2015)
  -  Wyspy Owcze (Autonomiczne terytorium Królestwa Danii)
    - Królewski administrator Dan Michael Knudsen, Królewscy administratorzy Wysp Owczych (od 2008)
    - Premier Kaj Leo Johannesen, Premierzy Wysp Owczych (2008–2015)

- Estonia
  - Prezydent – Toomas Hendrik Ilves, Prezydenci Estonii (2006–2016)
  - Premier –
    1. Andrus Ansip, Premierzy Estonii (2005–2014)
    2. Taavi Rõivas, Premierzy Estonii (2014–2016)

- Finlandia
  - Prezydent – Sauli Niinistö, Prezydenci Finlandii (2012–2024)
  - Premier –
    1. Jyrki Katainen, Premierzy Finlandii (2011–2014)
    2. Alexander Stubb, Premierzy Finlandii (2014–2015)

- Francja
  - Prezydent – François Hollande, prezydenci Francji (2012–2017)
  - Premier –
    1. Jean-Marc Ayrault, Premierzy Francji (2012–2014)
    2. Manuel Valls, Premierzy Francji (2014–2016)

- Grecja
  - Prezydent – Karolos Papulias, Prezydenci Grecji (2005–2015)
  - Premier – Andonis Samaras, Premierzy Grecji (2012–2015)

- Hiszpania
  - Król –
    1. Jan Karol I, Królowie Hiszpanii (1975–2014)
    2. Filip VI, Władcy Hiszpanii (od 2014)

  - Premier – Mariano Rajoy, Premierzy Hiszpanii (2011–2018)

- Holandia
  - Król – Wilhelm Aleksander, Królowie Niderlandów (od 2013)
  - Premier – Mark Rutte, Premierzy Holandii (2010–2024)

- Irlandia
  - Prezydent – Michael D. Higgins, Prezydenci Irlandii (od 2011)
  - Premier – Enda Kenny, Premierzy Irlandii (2011–2017)

- Islandia
  - Prezydent – Ólafur Ragnar Grímsson, Prezydenci Islandii (1996–2016)
  - Premier – Sigmundur Davíð Gunnlaugsson, Premierzy Islandii (2013–2016)

- Liechtenstein
  - Książę – Jan Adam II, Książęta Liechtensteinu (od 1989)
  - Regent – Alojzy (od 2004)
  - Premier – Adrian Hasler, Premierzy Liechtensteinu (2013–2021)

- Litwa
  - Prezydent – Dalia Grybauskaitė, Prezydenci Litwy (2009–2019)
  - Premier – Algirdas Butkevičius, Premierzy Litwy (2012–2016)

- Luksemburg
  - Wielki książę – Henryk, Wielcy książęta Luksemburga (od 2000)
  - Premier – Xavier Bettel, Premierzy Luksemburga (2013–2023)

- Łotwa
  - Prezydent – Andris Bērziņš, Prezydenci Łotwy (2011–2015)
  - Premier –
    1. Valdis Dombrovskis, Premierzy Łotwy (2009–2014)
    2. Laimdota Straujuma, Premierzy Łotwy (2014–2016)

- Macedonia
  - Prezydent – Ǵorge Iwanow, Prezydenci Macedonii (2009–2019)
  - Premier – Nikoła Gruewski, Premierzy Macedonii (2006–2016)

- Malta
  - Prezydent –
    1. George Abela, Prezydenci Malty (2009–2014)
    2. Marie-Louise Coleiro Preca, Prezydenci Malty (2014–2019)

  - Premier – Joseph Muscat, Premierzy Malty (2013–2020)

- Mołdawia
  - Prezydent – Nicolae Timofti, Prezydenci Mołdawii (2012–2016)
  - Premier – Iurie Leancă, Premierzy Mołdawii (2013–2015)
  -  Naddniestrze (państwo nieuznawane)
    - Prezydent – Jewgienij Szewczuk, Prezydenci Naddniestrza (2011–2016)
    - Premier – Tatjana Turanska, Premierzy Naddniestrza (2013–2015)

- Monako
  - Książę – Albert II, Książęta Monako (od 2005)
  - Minister stanu – Michel Roger, Ministrowie stanu Monako (2010–2016)

- Niemcy
  - Prezydent – Joachim Gauck, prezydenci Niemiec (2012–2017)
  - Kanclerz – Angela Merkel, Kanclerze Niemiec (2005–2021)

- Norwegia
  - Król – Harald V, Królowie Norwegii (od 1991)
  - Premier – Erna Solberg, Premierzy Norwegii (2013–2021)

- Polska
  - Prezydent – Bronisław Komorowski, prezydenci Polski (2010–2015)
  - Premier –
    1. Donald Tusk, Premierzy Polski (2007–2014)
    2. Ewa Kopacz, Premierzy Polski (2014–2015)

- Portugalia
  - Prezydent – Aníbal Cavaco Silva, prezydenci Portugalii (2006–2016)
  - Premier – Pedro Passos Coelho, Premierzy Portugalii (2011–2015)

- Rosja
  - Prezydent – Władimir Putin, Prezydenci Rosji (od 2012)
  - Premier – Dmitrij Miedwiediew, Premierzy Rosji (2012–2020)

- Rumunia
  - Prezydent –
    1. Traian Băsescu, Prezydenci Rumunii (2004–2014)
    2. Klaus Iohannis, Prezydenci Rumunii (2014–2025)

  - Premier – Victor Ponta, Premierzy Rumunii (2012–2015)

- San Marino
  - Kapitanowie regenci –
    1. Anna Maria Muccioli i Gian Carlo Capicchioni, Kapitanowie regenci San Marino (2013–2014)
    2. Valeria Ciavatta i Luca Beccari, Kapitanowie regenci San Marino (2014)
    3. Gian Franco Terenzi i Guerrino Zanotti, Kapitanowie regenci San Marino (2014–2015)

  - Szef rządu – Pasquale Valentini, Sekretarze Stanu do spraw Politycznych i Zagranicznych San Marino (od 2012)

- Serbia
  - Prezydent – Tomislav Nikolić, Prezydenci Serbii (2012–2017)
  - Premier –
    1. Ivica Dačić, Premierzy Serbii (2012–2014)
    2. Aleksandar Vučić, Premierzy Serbii (2014–2017)

  -  Kosowo (państwo częściowo uznawane pod zarządem ONZ)
    - Prezydent – Atifete Jahjaga, Prezydenci Kosowa (2011–2016)
    - Premier –
      1. Hashim Thaçi, Premierzy Kosowa (2008–2014)
      2. Isa Mustafa, Premierzy Kosowa (2014–2017)

    - Specjalny Przedstawiciel – Farid Zarif, Specjalni Przedstawiciele Sekretarza Generalnego ONZ w Kosowie (2011–2015)

- Słowacja
  - Prezydent –
    1. Ivan Gašparovič, Prezydenci Słowacji (2004–2014)
    2. Andrej Kiska, Prezydenci Słowacji (2014–2019)

  - Premier – Robert Fico, Premierzy Słowacji (2012–2018)

- Słowenia
  - Prezydent – Borut Pahor, Prezydenci Słowenii (2012–2022)
  - Premier – 
    1. Alenka Bratušek, Premierzy Słowenii (2013–2014)
    2. Miro Cerar, Premierzy Słowenii (2014–2018)

- Szwajcaria
  - Rada Związkowa – Doris Leuthard (od 2006), Eveline Widmer-Schlumpf (2008–2015), Ueli Maurer (od 2009), Didier Burkhalter (od 2009, prezydent), Johann Schneider-Ammann (od 2010), Simonetta Sommaruga (od 2010), Alain Berset (od 2012)

- Szwecja
  - Król – Karol XVI Gustaw, Królowie Szwecji (od 1973)
  - Premier –
    1. Fredrik Reinfeldt, Premierzy Szwecji (2006–2014)
    2. Stefan Löfven, Premierzy Szwecji (2014–2021)

- Ukraina
  - Prezydent –
    1. Wiktor Janukowycz, prezydenci Ukrainy (2010–2014)
    2. Ołeksandr Turczynow, P.o. prezydenta Ukrainy (2014)
    3. Petro Poroszenko, prezydenci Ukrainy (od 2014)

  - Premier –
    1. Mykoła Azarow, Premierzy Ukrainy (2010–2014)
    2. Serhij Arbuzow, P.o. premiera Ukrainy (2014)
    3. Arsenij Jaceniuk, Premierzy Ukrainy (2014–2016)

  -  Republika Krymu państwo nieuznawane pod okupacją rosyjską
    - deklaracja niepodległości 17 marca, przyłączenie Krymu do Rosji 21 marca
    - Głowa państwa – Wołodymyr Konstantinow, Przewodniczący Rady Państwowej Republiki Krymu (2014)
    - Premier – Siergiej Aksionow, Premierzy Krymu (2014)

  -  Federacyjna Republika Noworosji
    - utworzona 24 maja
    - Przewodniczący parlamentu – Oleg Cariow, Przewodniczący parlamentu Noworosji (2014–2015), w tym:
    -  Ługańska Republika Ludowa (państwo nieuznawane)
      - deklaracja niepodległości 12 maja
      - Głowa państwa –
        1. Walerij Bołotow, Przewodniczący Ługańskiej Republiki Ludowej (2014)
        2. Igor Płotnicki, Przewodniczący Ługańskiej Republiki Ludowej (od 2014)

      - Premier – Giennadij Cypkałow, Premierzy Ługańskiej Republiki Ludowej (od 2014)

    -  Doniecka Republika Ludowa (państwo nieuznawane)
      - deklaracja niepodległości 12 maja
      - Premier –
        1. Aleksandr Borodaj, Premierzy Donieckiej Republiki Ludowej (2014)
        2. Aleksandr Zacharczenko, Premierzy Donieckiej Republiki Ludowej (od 2014)

- Unia Europejska
  - Prezydencja Rady Unii Europejskiej –
    1. Grecja (I – VI 2014)
    2. Włochy (VII – XII 2014)

  - Przewodniczący Rady Europejskiej –
    1. Herman Van Rompuy (2009–2014)
    2. Donald Tusk (2014–2019)

  - Przewodniczący Komisji Europejskiej –
    1. José Manuel Durão Barroso (2004–2014)
    2. Jean-Claude Juncker (2014–2019)

  - Przewodniczący Parlamentu Europejskiego –
    1. Martin Schulz (2012–2014)
    2. Gianni Pittella pełniący obowiązki (2014)
    3. Martin Schulz (2014–2019)

  - Wysoki przedstawiciel Unii do spraw zagranicznych i polityki bezpieczeństwa –
    1. Catherine Ashton (2009–2014)
    2. Federica Mogherini (2014–2019)

- Watykan
  - Papież – Franciszek, Suweren Państwa Miasto Watykan (2013–2025)
  - Prezydent Gubernatoratu – Giuseppe Bertello, Prezydenci Papieskiej Komisji Państwa Watykańskiego (2011–2021)
  - Stolica Apostolska
    - Sekretarz stanu – Pietro Parolin, Sekretarze stanu Stolicy Apostolskiej (od 2013)

- Węgry
  - Prezydent – János Áder, Prezydent Węgier (2012–2022)
  - Premier – Viktor Orbán, Premierzy Węgier (od 2010)

- Wielka Brytania
  - Król – Elżbieta II, Królowie Zjednoczonego Królestwa (1952–2022)
  - Premier – David Cameron, Premierzy Wielkiej Brytanii (2010–2016)
  -  Wyspa Man (Dependencja korony brytyjskiej)
    - Gubernator porucznik – Adam Wood, Gubernatorzy porucznicy Wyspy Man (2011–2016)
    - Szef ministrów – Allan Bell, Premierzy Wyspy Man (2011–2016)

  -  Guernsey (Dependencja korony brytyjskiej)
    - Gubernator porucznik – Peter Walker, Gubernatorzy porucznicy Guernsey (2011–2015)
    - Baliw – Richard Collas, Baliwowie Guernsey (od 2012)
    - Szef ministrów –
      1. Peter Harwood, Szefowie ministrów Guernsey (2012–2014)
      2. Jonathan Le Tocq, Szefowie ministrów Guernsey (2014–2016)

  -  Jersey (Dependencja korony brytyjskiej)
    - Gubernator porucznik – John McColl, Gubernatorzy porucznicy Jersey (2011–2016)
    - Baliw – Michael Birt, Baliwowie Jersey (2009–2015)
    - Szef ministrów – Ian Gorst, Szefowie ministrów Jersey (od 2011)

  -  Gibraltar (terytorium zamorskie Wielkiej Brytanii)
    - Gubernator – James Dutton, Gubernatorzy Gibraltaru (2013–2015)
    - Szef ministrów – Fabian Picardo, Szefowie ministrów Gibraltaru (od 2011)

- Włochy
  - Prezydent – Giorgio Napolitano, Prezydenci Włoch (2006–2015)
  - Premier –
    1. Enrico Letta, Premierzy Włoch (2013–2014)
    2. Matteo Renzi, Premierzy Włoch (2014–2016)

## Ameryka Północna
- Anguilla (terytorium zamorskie Wielkiej Brytanii)
  - Gubernator – Christina Scott, Gubernatorzy Anguilli (od 2013)
  - Szef ministrów – Hubert Hughes, Szefowie ministrów Anguilli (2010–2015)

- Antigua i Barbuda
  - Król – Elżbieta II, Królowie Antigui i Barbudy (1981–2022)
  - Gubernator generalny –
    1. Louise Lake-Tack, Gubernatorzy generalni Antigui i Barbudy (2007–2014)
    2. Rodney Williams, Gubernatorzy generalni Antigui i Barbudy (od 2014)

  - Premier –
    1. Baldwin Spencer, Premierzy Antigui i Barbudy (2004–2014)
    2. Gaston Browne, Premierzy Antigui i Barbudy (od 2014)

- Aruba (samorządny kraj członkowski Królestwa Niderlandów)
  - Gubernator – Fredis Refunjol, Gubernatorzy Aruby (2004–2016)
  - Premier – Mike Eman, Premierzy Aruby (2009–2017)

- Bahamy
  - Król – Elżbieta II, Królowie Bahamów (1973–2022)
  - Gubernator generalny –
    1. Arthur Foulkes, Gubernatorzy generalni Bahamów (2010–2014)
    2. Marguerite Pindling, Gubernatorzy generalni Bahamów (2014–2019)

  - Premier – Perry Christie, Premierzy Bahamów (2012–2017)

- Barbados
  - Król – Elżbieta II, Królowie Barbadosu (1966–2021)
  - Gubernator generalny – Elliot Belgrave, Gubernatorzy generalni Barbadosu (2012–2017)
  - Premier – Freundel Stuart, Premierzy Barbadosu (2010–2018)

- Belize
  - Król – Elżbieta II, Królowie Belize (1981–2022)
  - Gubernator generalny – Colville Young, Gubernatorzy generalni Belize (1993–2021)
  - Premier – Dean Barrow, Premierzy Belize (2008–2020)

- Bermudy (terytorium zamorskie Wielkiej Brytanii)
  - Gubernator – George Fergusson, Gubernatorzy Bermudów (2012–2016)
  - Premier –
    1. Craig Cannonier, Premierzy Bermudów (2012–2014)
    2. Michael Dunkley, Premierzy Bermudów (2014–2017)

- Brytyjskie Wyspy Dziewicze (terytorium zamorskie Wielkiej Brytanii)
  - Gubernator –
    1. William Boyd McCleary, Gubernatorzy Brytyjskich Wysp Dziewiczych (2010–2014)
    2. V. Inez Archibald, P.o. gubernatora Brytyjskich Wysp Dziewiczych (2014)
    3. John Duncan, Gubernatorzy Brytyjskich Wysp Dziewiczych (2014–2017)

  - Premier – Orlando Smith, Premierzy Brytyjskich Wysp Dziewiczych (od 2011)

- Curaçao (samorządny kraj członkowski Królestwa Niderlandów)
  - Gubernator – Lucille George-Wout, Gubernatorzy Curaçao (od 2013)
  - Premier – Ivar Asjes, Premierzy Curaçao (2013–2015)

- Dominika
  - Prezydent – Charles Savarin, Prezydenci Dominiki (2013–2023)
  - Premier – Roosevelt Skerrit, Premierzy Dominiki (od 2004)

- Dominikana
  - Prezydent – Danilo Medina, Prezydenci Dominikany (2012–2020)

- Grenada
  - Król – Elżbieta II, Królowie Grenady (1974–2022)
  - Gubernator generalny – Cécile La Grenade, Gubernatorzy generalni Grenady (od 2013)
  - Premier – Keith Mitchell, Premierzy Grenady (od 2013)

- Grenlandia (autonomiczne terytorium Królestwa Danii)
  - Wysoki komisarz – Mikaela Engell, Wysocy komisarze Grenlandii (od 2011)
  - Premier –
    1. Aleqa Hammond, Premierzy Grenlandii (2013–2014)
    2. Kim Kielsen, Premierzy Grenlandii (2014–2021)

- Gwadelupa (departament zamorski Francji)
  - Prefekt –
    1. Marcelle Pierrot, Prefekci Gwadelupy (2013–2014)
    2. Jacques Billant, Prefekci Gwadelupy (2014–2017)

  - Przewodniczący Rady Generalnej – Jacques Gillot, Przewodniczący Rady Generalnej Gwadelupy (2001–2015)
  - Przewodniczący Rady Regionalnej –
    1. Josette Borel-Lincertin, Przewodniczący Rady Regionalnej Gwadelupy (2012–2014)
    2. Victorin Lurel, Przewodniczący Rady Regionalnej Gwadelupy (2014–2015)

- Gwatemala
  - Prezydent – Otto Pérez Molina, Prezydenci Gwatemali (2012–2015)

- Haiti
  - Prezydent – Michel Martelly, Prezydenci Haiti (2011–2016)
  - Premier –
    1. Laurent Lamothe, Premierzy Haiti (2012–2014)
    2. Florence Duperval Guillaume, P.o. premiera Haiti (2014–2015)

- Honduras
  - Prezydent –
    1. Porfirio Lobo Sosa, Prezydenci Hondurasu (2010–2014)
    2. Juan Orlando Hernández, Prezydenci Hondurasu (2014–2022)

- Jamajka
  - Król – Elżbieta II, Królowie Jamajki (1962–2022)
  - Gubernator generalny – Patrick Linton Allen, Gubernatorzy generalni Jamajki (od 2009)
  - Premier – Portia Simpson-Miller, Premierzy Jamajki (2012–2016)

- Kajmany (terytorium zamorskie Wielkiej Brytanii)
  - Gubernator – Helen Kilpatrick, Gubernatorzy Kajmanów (od 2013)
  - Premier – Alden McLaughlin, Premierzy Kajmanów (od 2013)

- Kanada
  - Król – Elżbieta II, Królowie Kanady (1952–2022)
  - Gubernator generalny – David Lloyd Johnston, Gubernatorzy generalni Kanady (2010–2017)
  - Premier – Stephen Harper, Premierzy Kanady (2006–2015)

- Kostaryka
  - Prezydent –
    1. Laura Chinchilla, Prezydenci Kostaryki (2010–2014)
    2. Luis Guillermo Solís, Prezydenci Kostaryki (od 2014)

- Kuba
  - Pierwszy sekretarz KPK – Raúl Castro, Pierwsi sekretarze Komunistycznej Partii Kuby (od 2011)
  - Przewodniczący Rady Państwa – Raúl Castro, Przewodniczący Rady Państwa Republiki Kuby (od 2008)
  - Premier – Raúl Castro, Premierzy Kuby (od 2008)

- Martynika (departament zamorski Francji)
  - Prefekt –
    1. Laurent Prévost, Prefekci Martyniki (2011–2014)
    2. Fabrice Rigoulet-Roze, Prefekci Martyniki (2014–2017)

  - Przewodniczący Rady Generalnej – Josette Manin, Przewodniczący Rady Generalnej Martyniki (2011–2015)
  - Przewodniczący Rady Regionalnej – Serge Letchimy, Przewodniczący Rady Regionalnej Martyniki (2010–2015)

- Meksyk
  - Prezydent – Enrique Peña Nieto, Prezydenci Meksyku (2012–2018)

- Montserrat (terytorium zamorskie Wielkiej Brytanii)
  - Gubernator – Adrian Davis, Gubernatorzy Montserratu (2011–2015)
  - Premier –
    1. Reuben Meade, Premierzy Montserratu (2009–2014)
    2. Donaldson Romeo, Premierzy Montserratu (od 2014)

- Nikaragua
  - Prezydent – Daniel Ortega, Prezydenci Nikaragui (od 2007)

- Panama
  - Prezydent –
    1. Ricardo Martinelli, Prezydenci Panamy (2009–2014)
    2. Juan Carlos Varela, Prezydenci Panamy (od 2014)

- Saint-Barthélemy (wspólnota zamorska Francji)
  - Prefekt – Philippe Chopin, Prefekci Saint Barthélemy (2011–2015)
  - Przewodniczący Rady Terytorialnej – Bruno Magras, Przewodniczący Rady Terytorialnej Saint Barthélemy (od 2007)

- Saint Kitts i Nevis
  - Król – Elżbieta II, Królowie Saint Kitts i Nevis (1983–2022)
  - Gubernator generalny – Edmund Lawrence, Gubernatorzy generalni Saint Kitts i Nevis (2013–2015)
  - Premier – Denzil Douglas, Premierzy Saint Kitts i Nevis (1995–2015)

- Saint Lucia
  - Król – Elżbieta II, Królowie Saint Lucia (1979–2022)
  - Gubernator generalny – Pearlette Louisy, Gubernatorzy generalni Saint Lucia (1997–2017)
  - Premier – Kenny Anthony, Premierzy Saint Lucia (2011–2016)

- Saint-Martin (wspólnota zamorska Francji)
  - Prefekt – Philippe Chopin, Prefekci Saint-Martin (2011–2015)
  - Przewodniczący Rady Terytorialnej – Aline Hanson, Przewodniczący Rady Terytorialnej Saint-Martin (2013–2017)

- Saint-Pierre i Miquelon (wspólnota zamorska Francji)
  - Prefekt –
    1. Patrice Latron, Prefekci Saint-Pierre i Miquelon (2011–2014)
    2. Jean-Christophe Bouvier, Prefekci Saint-Pierre i Miquelon (2014–2016)

  - Przewodniczący Rady Terytorialnej – Stéphane Artano, Przewodniczący Rady Terytorialnej Saint-Pierre i Miquelon (od 2006)

- Saint Vincent i Grenadyny
  - Król – Elżbieta II, Królowie Saint Vincent i Grenadyn (1979–2022)
  - Gubernator generalny – Frederick Ballantyne, Gubernatorzy generalni Saint Vincent i Grenadyn (od 2002)
  - Premier – Ralph Gonsalves, Premierzy Saint Vincent i Grenadyn (od 2001)

- Salwador
  - Prezydent –
    1. Mauricio Funes, Prezydenci Salwadoru (2009–2014)
    2. Salvador Sánchez Cerén, Prezydenci Salwadoru (od 2014)

- Sint Maarten (samorządny kraj członkowski Królestwa Niderlandów)
  - Gubernator – Eugene Holiday, Gubernatorzy Sint Maarten (od 2010)
  - Premier –
    1. Sarah Wescot-Williams, Premierzy Sint Maarten (2010–2014)
    2. Marcel Gumbs, Premierzy Sint Maarten (2014–2015)

- Stany Zjednoczone
  - Prezydent – Barack Obama, Prezydenci Stanów Zjednoczonych (2009–2017)
  -  Portoryko (Terytorium zorganizowane o statusie wspólnoty Stanów Zjednoczonych Ameryki)
    - Gubernator – Alejandro García Padilla, Gubernatorzy Portoryko (2013–2017)

  -  Wyspy Dziewicze Stanów Zjednoczonych (Nieinkorporowane terytorium zorganizowane Stanów Zjednoczonych Ameryki)
    - Gubernator – John de Jongh, Gubernatorzy Wysp Dziewiczych Stanów Zjednoczonych (2007–2015)

- Trynidad i Tobago
  - Prezydent – Anthony Carmona, Prezydenci Trynidadu i Tobago (od 2013)
  - Premier – Kamla Persad-Bissessar, Premierzy Trynidadu i Tobago (2010–2015)

- Turks i Caicos (terytorium zamorskie Wielkiej Brytanii)
  - Gubernator – Peter Beckingham, Gubernatorzy Turks i Caicos (2013–2016)
  - Premier – Rufus Ewing, Premierzy Turks i Caicos (2012–2016)

## Ameryka Południowa
- Argentyna
  - Prezydent – Cristina Fernández de Kirchner, prezydenci Argentyny (2007–2015)

- Boliwia
  - Prezydent – Evo Morales, Prezydenci Boliwii (2006–2019)

- Brazylia
  - Prezydent – Dilma Rousseff, Prezydenci Brazylii (2011–2016)

- Chile
  - Prezydent –
    1. Sebastián Piñera, Prezydenci Chile (2010–2014)
    2. Michelle Bachelet, Prezydenci Chile (2014–2018)

- Ekwador
  - Prezydent – Rafael Correa, Prezydenci Ekwadoru (2007–2017)

- Falklandy (terytorium zamorskie Wielkiej Brytanii)
  - Gubernator –
    1. Nigel Haywood, Gubernatorzy Falklandów (2010–2014)
    2. Sandra Tyler-Haywood, P.o. gubernatora Falklandów (2014)
    3. John Duncan, P.o. gubernatora Falklandów (2014)
    4. Colin Roberts, Gubernatorzy Falklandów (2014–2017)

  - Szef Rady Wykonawczej– Keith Padgett, Szefowie Rady Wykonawczej Falklandów (2012–2016)

- Georgia Południowa i Sandwich Południowy (terytorium zamorskie Wielkiej Brytanii)
  - Komisarz –
    1. Nigel Haywood, Komisarze Georgii Południowej i Sandwicha Południowego (2010–2014)
    2. Sandra Tyler-Haywood, P.o. komisarza Georgii Południowej i Sandwicha Południowego (2014)
    3. John Duncan, P.o. komisarza Georgii Południowej i Sandwicha Południowego (2014)
    4. Colin Roberts, Komisarze Georgii Południowej i Sandwicha Południowego (od 2014)

  - Starszy naczelnik – Martin Collins, Starsi naczelnicy Georgii Południowej i Sandwicha Południowego (2009–2015)

- Gujana
  - Prezydent – Donald Ramotar, Prezydenci Gujany (2011–2015)
  - Premier – Samuel Hinds, Premierzy Gujany (1999–2015)

- Gujana Francuska (departament zamorski Francji)
  - Prefekt – Éric Spitz, Prefekci Gujany Francuskiej (2013–2016)
  - Przewodniczący Rady Generalnej – Alain Tien-Liong, Przewodniczący Rady Generalnej Gujany Francuskiej (2008–2015)
  - Przewodniczący Rady Regionalnej – Rodolphe Alexandre, Przewodniczący Rady Regionalnej Gujany Francuskiej (2010–2015)

- Kolumbia
  - Prezydent – Juan Manuel Santos, prezydenci Kolumbii (2010–2018)

- Paragwaj
  - Prezydent – Horacio Cartes, Prezydenci Paragwaju (od 2013)

- Peru
  - Prezydent – Ollanta Humala, prezydenci Peru (2011–2016)
  - Premier –
    1. César Villanueva, Premierzy Peru (2013–2014)
    2. René Cornejo, Premierzy Peru (2014)
    3. Ana Jara, Premierzy Peru (2014–2015)

- Surinam
  - Prezydent – Dési Bouterse, Prezydenci Surinamu (od 2010)

- Urugwaj
  - Prezydent – José Mujica, Prezydenci Urugwaju (2010–2015)

- Wenezuela
  - Prezydent – Nicolás Maduro, Prezydenci Wenezueli (od 2013)

## Australia i Oceania
- Australia
  - Król – Elżbieta II, Królowie Australii (1952–2022)
  - Gubernator generalny –
    1. Quentin Bryce, Gubernatorzy generalni Australii (2008–2014)
    2. Peter Cosgrove, Gubernatorzy generalni Australii (od 2014)

  - Premier – Tony Abbott, Premierzy Australii (2013–2015)
  -  Wyspa Bożego Narodzenia (terytorium zewnętrzne Australii)
    - Administrator –
      1. Jon Stanhope, Administratorzy Wyspy Bożego Narodzenia (2012–2014)
      2. Barry Haase, Administratorzy Wyspy Bożego Narodzenia (od 2014)

    - Przewodniczący Rady – Gordon Thomson, Przewodniczący Rady Wyspy Bożego Narodzenia (od 2013)

  -  Wyspy Kokosowe (terytorium zewnętrzne Australii)
    - Administrator –
      1. Jon Stanhope, Administratorzy Wysp Kokosowych (2012–2014)
      2. Barry Haase, Administratorzy Wysp Kokosowych (od 2014)

    - Przewodniczący Rady – Aindil Minkom, Przewodniczący Rady Wysp Kokosowych (2011–2015)

  -  Norfolk (terytorium zewnętrzne Australii)
    - Administrator –
      1. Neil Pope, Administratorzy Norfolku (2012–2014)
      2. Gary Hardgrave, Administratorzy Norfolku (2014–2017)

    - Szef ministrów – Lisle Denis Snell, Szefowie ministrów Norfolku (2013–2015)

- Fidżi
  - Prezydent – Epeli Nailatikau, Prezydenci Fidżi (2009–2015)
  - Premier – Frank Bainimarama, Premierzy Fidżi (od 2007)

- Guam (nieinkorporowane terytorium zorganizowane Stanów Zjednoczonych Ameryki)
  - Gubernator – Eddie Calvo, Gubernatorzy Guamu (od 2011)

- Kiribati
  - Prezydent – Anote Tong, Prezydenci Kiribati (2003–2016)

- Mariany Północne (nieinkorporowane terytorium zorganizowane Stanów Zjednoczonych Ameryki)
  - Gubernator – Eloy Inos, Gubernatorzy Marianów Północnych (2013–2015)

- Mikronezja
  - Prezydent – Manny Mori, Prezydenci Mikronezji (2007–2015)

- Nauru
  - Prezydent – Baron Waqa, Prezydenci Nauru (od 2013)

- Nowa Kaledonia (wspólnota sui generis Francji)
  - Wysoki komisarz –
    1. Jean-Jacques Brot, Wysocy Komisarze Nowej Kaledonii (2013–2014)
    2. Pascal Gauci, P.o. Wysokiego Komisarza Nowej Kaledonii (2014)
    3. Vincent Bouvier, Wysocy Komisarze Nowej Kaledonii (2014–2016)

  - Przewodniczący rządu –
    1. Harold Martin, Przewodniczący rządu Nowej Kaledonii (2011–2014)
    2. Cynthia Ligeard, Przewodniczący rządu Nowej Kaledonii (2014–2015)

- Nowa Zelandia
  - Król – Elżbieta II, Królowie Nowej Zelandii (1952–2022)
  - Gubernator generalny – Jerry Mateparae, Gubernatorzy generalni Nowej Zelandii (2011–2016)
  - Premier – John Key, Premierzy Nowej Zelandii (2008–2016)
  -  Wyspy Cooka (terytorium stowarzyszone Nowej Zelandii)
    - Przedstawiciel Królowej – Tom Marsters, Przedstawiciele Królowej na Wyspach Cooka (od 2013)
    - Premier – Henry Puna, Premierzy Wysp Cooka (od 2010)
    - Wysoki Komisarz –
      1. Joanna Kempkers, Wysocy Komisarze Wysp Cooka (2013–2014)
      2. Aimeee Jephson, P.o. Wysokiego Komisarza Wysp Cooka (2014–2015)

  -  Niue (terytorium stowarzyszone Nowej Zelandii)
    - Wysoki Komisarz –
      1. Mark Blumsky, Wysocy Komisarze Niue (2010–2013)
      2. Ross Ardern, Wysocy Komisarze Niue (od 2014)

    - Premier – Toke Talagi, Premierzy Niue (od 2008)

  -  Tokelau (terytorium zależne Nowej Zelandii)
    - Administrator – Jonathan Kings, Administratorzy Tokelau (2011–2015)
    - Szef rządu –

    1. Salesio Lui, Szefowie rządu Tokelau (2013–2014)
    2. Kuresa Nasau, Szefowie rządu Tokelau (2014–2015)

- Palau
  - Prezydent – Tommy Remengesau, Prezydenci Palau (2013–2021)

- Papua-Nowa Gwinea
  - Król – Elżbieta II, Królowie Papui-Nowej Gwinei (1975–2022)
  - Gubernator generalny – Michael Ogio, Gubernatorzy generalni Papui-Nowej Gwinei (2010–2017)
  - Premier – Peter O’Neill, Premierzy Papui-Nowej Gwinei (od 2011)

- Pitcairn (terytorium zamorskie Wielkiej Brytanii)
  - Gubernator –
    1. Victoria Treadell, Gubernatorzy Pitcairn (2010–2014)
    2. Jonathan Sinclair, Gubernatorzy Pitcairn (od 2014)

  - Burmistrz – Shawn Brent Christian, Burmistrzowie Pitcairn (od 2014)

- Polinezja Francuska (wspólnota zamorska Francji)
  - Wysoki Komisarz – Lionel Beffre, Wysocy komisarze Polinezji Francuskiej (2013–2016)
  - Prezydent –
    1. Gaston Flosse, Prezydenci Polinezji Francuskiej (2013–2014)
    2. Nuihau Laurey, P.o. prezydenta Polinezji Francuskiej (2014)
    3. Édouard Fritch, Prezydenci Polinezji Francuskiej (od 2014)

- Samoa
  - Głowa państwa – Tupua Tamasese Tupuola Tufuga Efi, O le Ao o le Malo Samoa (2007–2017)
  - Premier – Tuilaʻepa Sailele Malielegaoi, Premierzy Samoa (1998–2021)

- Samoa Amerykańskie (nieinkorporowane terytorium niezorganizowane Stanów Zjednoczonych Ameryki)
  - Gubernator – Lolo Matalasi Moliga, Gubernatorzy Samoa Amerykańskiego (od 2013)

- Tonga
  - Król – Tupou VI, Królowie Tonga (od 2012)
  - Premier –
    1. Tuʻivakanō, Premierzy Tonga (2010–2014)
    2. ʻAkilisi Pohiva, Premierzy Tonga (od 2014)

- Tuvalu
  - Król – Elżbieta II, Królowie Tuvalu (1978–2022)
  - Gubernator generalny – Iakoba Italeli, Gubernatorzy generalni Tuvalu (2010–2019)
  - Premier – Enele Sopoaga, Premierzy Tuvalu (od 2013)

- Vanuatu
  - Prezydent –
    1. Iolu Abil, Prezydenci Vanuatu (2009–2014)
    2. Philip Boedoro, Prezydenci Vanuatu (2014)
    3. Baldwin Lonsdale, Prezydenci Vanuatu (2014–2017)

  - Premier –
    1. Moana Carcasses Kalosil, Premierzy Vanuatu (2013–2014)
    2. Joe Natuman, Premierzy Vanuatu (2014–2015)

- Wallis i Futuna (wspólnota zamorska Francji)
  - Administrator – Michel Aubouin, Administratorzy Wallis i Futuny (2013–2015)
  - Przewodniczący Zgromadzenia Terytorialnego –
    1. Petelo Hanisi, Przewodniczący Zgromadzenia Terytorialnego Wallis i Futuny (2013–2014)
    2. Mikaele Kulimoetoke, Przewodniczący Zgromadzenia Terytorialnego Wallis i Futuny (2014–2017)

- Wyspy Marshalla
  - Prezydent – Christopher Loeak, Prezydenci Wysp Marshalla (2012–2016)

- Wyspy Salomona
  - Król – Elżbieta II, Królowie Wysp Salomona (1978–2022)
  - Gubernator generalny – Frank Kabui, Gubernatorzy generalni Wysp Salomona (od 2009)
  - Premier –
    1. Gordon Darcy Lilo, Premierzy Wysp Salomona (2011–2014)
    2. Manasseh Sogavare, Premierzy Wysp Salomona (2014–2017)